# Взрыв автобуса в Краснодаре
Взрыв автобуса в Краснодаре — взрыв, совершённый душевнобольным Петром Волынским 14 июня 1971 года.

## Жизненный путь Волынского
Пётр Кузьмич Волынский родился 25 ноября 1939 года в Краснодаре. Рос сиротой.
Окончил Ставропольское суворовское военное училище. Затем поступил в Кубанский медицинский институт и окончил его в 1968 году, получив квалификацию врача-терапевта. По воспоминаниям однокурсников, именно во время учёбы у него стали проявляться первые признаки шизофрении: он постоянно носил с собой чемодан, в котором что-то тикало и время от времени звонил будильник, однако тогда серьёзных подозрений это не вызвало.
На странности в поведении Волынского обратил внимание переведённый из Курской области сотрудник КГБ Кирилл Чередниченко, который снял у того комнату в Краснодаре. В частности, оказалось, что Волынский спускал на верёвках из окна своей квартиры на пятом этаже алюминиевые тарелки и заявлял, что это система сигнализации на случай вторжения грабителей. Ректорат вуза был проинформирован о поведении Волынского по линии КГБ, после чего заведующий кафедрой психиатрии института Николай Александрович Хромов провёл со студентом профилактическую беседу, однако тот затаил на профессора обиду.
Окончив институт, Волынский некоторое время работал в медицинских учреждениях региона (в частности, в Брюховецкой райбольнице, где не выдержал испытательного срока, в Новодеревянковской участковой больнице, в районной поликлинике). После того, как в краевое управление здравоохранения стали поступать жалобы о том, что Волынский в ходе лечения прижигает пациентам пальцы спиртовкой, он был лишён врачебной практики, а профессор Хромов выставил ему диагноз «шизофрения». Впоследствии Волынский работал подсобным рабочим на стройке и грузчиком на Станкостроительном заводе им. Седина.

## Лига низкорослых людей. Первые попытки взрывов
У Волынского развился комплекс неполноценности, связанный с его маленьким ростом (160—165 сантиметров). Он завёл две тетради, в одной из которых записал устав провозглашённой им Лиги низкорослых людей, а в другой, в частности, описал собственную принудительную стерилизацию в краевом психдиспансере.
Из записей Волынского следовало, что низкорослые, как он сам, — уникальные и умственно одарённые люди, а высокие подвергают их унижениям. Поэтому низкорослые люди должны объединиться для уничтожения высоких граждан и руководящих работников, писал Волынский.
В дневниках Волынский упоминал, как ходил по улицам Краснодара и задавал низкорослым мужчинам вопросы о готовности к борьбе против высокорослых. Он также считал, что нашёл семерых единомышленников.
Кроме того, Волынский был очень сильно обижен на тех, кто не дал ему больше заниматься медициной, и решил отомстить тем, кого считал виновными в этом, и даже намекнул о своём намерении коллегам. Раздобыв нужные компоненты, он приступил к сборке взрывного устройства и в январе 1971 года заминировал вход в квартиру профессора Хромова. Устройство, которое террорист повесил над дверью, состояло из корпуса огнетушителя, набитого бездымным порохом и шариками из подшипников для увеличения поражающей силы, соединённого с ним для противовеса утюга и, по некоторым данным, будильника. При нарушении баланса должен был произойти взрыв, но он не состоялся благодаря бдительности соседки (по другой версии, пришедших к Хромову гостей), вовремя обнаружившей заминированную дверь. Прибывшие сотрудники милиции пришли к выводу, что имело место обычное хулиганство, поисков злоумышленника проводить не стали и выбросили взрывное устройство в реку Кубань.
Волынский также пытался пробраться с бомбой в чемодане в кинотеатр «Аврора», чтобы взорвать его, когда в зале находились городские чиновники, но администратор не пустила его без пригласительного билета.

## Взрыв автобуса
Теракт произошел 14 июня 1971 года. В намеченном Волынским автобусе ЛАЗ-695Е маршрута № 1 «Улица Герцена — Радиозавод» находились, по разным данным, от 80 до 100 пассажиров. Около 8:20 утра Волынский зашёл в автобус и поставил бомбу в чемодане на пол возле бензобака. После того, как автобус отъехал от остановки, Волынский притворился больным и попросил водителя срочно выпустить его (по другой версии, он вышел на следующей остановке).
Взрыв произошёл приблизительно в 8:30 на улице Тургенева. Рассказывали, что он был настолько сильным, что автобус подбросило в воздух, а взрывная волна повалила росшие неподалёку деревья и выбила в окрестных домах двери и окна. На месте погибли пять человек, ещё пять впоследствии скончались в больнице, многие пассажиры получили ранения. Взрывное устройство было начинено металлическими шариками, гвоздями и подшипниками, которые пробили бензобак автобуса, в результате чего он загорелся. Не получивший значительных ранений водитель сумел открыть заклинившие двери и разбить монтировкой окна, однако получившие тяжёлые травмы люди не смогли выбраться из салона и сгорели в нём.

## Расследование теракта. Арест Волынского и его дальнейшая судьба
По всей улице Тургенева из заборов частных домов изымались детали взрывного устройства. Уже в день взрыва было установлено, что взорвалась самодельная бомба. Выжившие пассажиры рассказали, что видели в автобусе невысокого мужчину в кепке и с большим чёрным чемоданом. Кроме того, одной из найденных деталей был кусок огнетушителя. Когда сотрудники правоохранительных органов стали проверять схожие преступления, они нашли данные о покушении на психиатра, квалифицированном как хулиганство. Врач сказал на допросе, что подозревает Волынского в покушении на него.
Краевое управление КГБ нашло Волынского в течение двух суток после взрыва (по другим данным — за один день). В квартире террориста были обнаружены газовые баллоны, ящик, порох, пробки, разобранные подшипники, нихромовая проволока (взрывчатых веществ было бы достаточно для взрыва пятиэтажного дома), литература по взрывному делу, а также портрет Наполеона I с надписью «Мне можно всё». Кроме того, Волынский тщательно подсчитывал расходы на производство взрывных устройств, в результате чего следователям удалось установить, что взорванная бомба обошлась ему всего в 40 рублей.
Летом 1971 года недалеко от вокзала «Краснодар-1» террорист был задержан. Когда на допросе его спросили, что же побудило его на такое преступление, он не раздумывая ответил: «Я ненавижу людей». Также на допросах он утверждал, что убивал людей из-за того, что высокие люди всячески принижают низкорослых, отлавливают и кастрируют их.
Судебно-психиатрическая экспертиза признала Волынского невменяемым. Официальные источники сообщали, что Волынский направлен на принудительное лечение в психиатрическую лечебницу закрытого типа в Смоленской области. В телепередаче «Следствие вели» позже рассказывалось о том, что Волынский пропал без вести вскоре после своего освобождения. Однако в начале 2000-х годов журналист Эдуард Сафронов, приехавший в специализированную психиатрическую больницу № 2 в посёлке Новый Абинского района Краснодарского края, увидел Волынского в одиночной палате. Главный врач больницы Вадим Захаров сказал Сафронову, что Волынский содержится в этой больнице уже много лет. По словам Захарова, Волынский — «интереснейший собеседник», но он, «видимо, до конца дней своих будет жить в плену собственной теории, что весь мир делится на „больших“ и „маленьких“. Прямо комплекс Наполеона. Причём первые угнетают вторых, поэтому с ними надо бороться всеми силами и средствами». В феврале 2015 года кубанским журналистам удалось получить подтверждение информации о том, что Волынский до сих пор содержится в этой больнице. По некоторым данным, скончался в 2019 году.